# فرقة إس إس الجبلية السادسة نورد
فرقة إس إس الجبلية السادسة "نورد" (6. كانت SS-Gebirgs-Division "Nord")  وحدة ألمانية في فافن إس إس بألمانيا النازية خلال الحرب العالمية الثانية، والتي تشكلت في فبراير 1941 باسم SS Kampfgruppe Nord (SS Battle Group North). 
كانت الفرقة الوحدة الوحيدة في فافن إس إس التي تقاتل في الدائرة القطبية الشمالية عندما تمركزت في فنلندا وشمال روسيا بين يونيو ونوفمبر 1941. حارب في كاريليا حتى هدنة موسكو في سبتمبر 1944، وعندها غادرت فنلندا. شاركت في عملية Nordwind في يناير 1945، حيث تكبدت خسائر فادحة. في أوائل أبريل 1945، تم تدمير التشكيل من قبل القوات الأمريكية بالقرب من بودينغن، ألمانيا. 

## عملية بربروسا

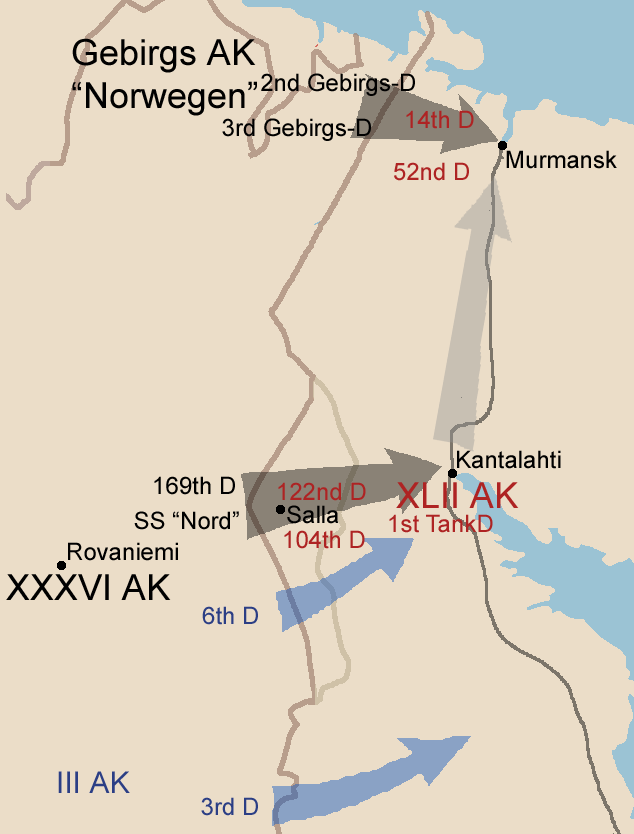
الخطة الأصلية لعملية القطب الشمالي فوكس

تم تشكيل الفرقة من وحدات توتنكوبف-إس إس (حراس معسكرات الاعتقال ) لحراسة الحدود مع الاتحاد السوفيتي بعد الاحتلال الألماني للنرويج عام 1940. في ربيع عام 1941، تم نقل الفرقة التي تم تشكيلها حديثًا إلى مواقع في سالا في شمال فنلندا بقيادة الجنرال نيكولاس فون فالكنهورست. 
تشكلت الفرقة أساسا من متطوعين من المجر ورومانيا وعدد قليل من النرويجيين.  في الوقت المناسب، شكلت الفرقة لواء جبلي من متطوعون نرويجيون وفنلنديون. كما تم إرفاق فوج نمساوي.  خدم عدد من المتطوعين السويسريين في الفرقة. 
خلال غزو الاتحاد السوفيتي، عملية بارباروسا، شاركت الوحدة في عملية Arctic Fox.  حصل اللواء على فوج مشاة جبلية وتم رفعها إلى فرقة في سبتمبر 1941، تم ربط القسم بالفيلق الفنلندي الثالث بقيادة الجنرال هيلمار سيلاسفو، وتولى مناصب جديدة في كيستنكي (كيستنجا) في مقاطعة لوخسكي. بحلول نهاية عام 1941 ، كان قد عانى من خسائر فادحة. 

## القادة
- بريجديفهر كارل هيرمان، (28 فبراير 1941 - 15 مايو 1941)
- أوبر غروبن فوهرر كارل ماريا Demelhuber ، 15 مايو 1941 - 1 أبريل 1942)
- أوبر غروبن فوهرر ماتياس كلاينهايستيركامب، (1 أبريل 1942 - 20 أبريل 1942)
- أوبرفورر Hans Scheider ، (20 أبريل 1942 - 14 يونيو 1942)
- أوبر غروبن فوهرر ماتياس كلاينهايستيركامب (14 يونيو 1942 - 15 يناير 1944)
- جروبنفهر لوثار دبس، (15 يناير 1944 - 14 يونيو 1944)
- أوبر غروبن فوهرر فريدريش كروغر، (14 يونيو 1944 - 23 أغسطس 1944)
- بريغيجاديه فوهرر Gustav Lombard ، (23 أغسطس 1944 - 1 سبتمبر 1944)
- جروبنفهر كارل برينر، (1 سبتمبر 1944 - 3 أبريل 1945)
- ستاندارتفهرر فرانز شرايبر، (3 أبريل 1945 - 8 مايو 1945)

## مناطق العمليات
- فنلندا وشمال روسيا (يونيو 1941 - نوفمبر 1944)
- النرويج والدنمارك (نوفمبر 1944 - يناير 1945)
- ألمانيا الغربية (يناير 1945 - أبريل 1945)
- النمسا (أبريل 1945 - مايو 1945)

## قوة القوى العاملة
- يونيو 1941: 10,373
- ديسمبر 1942: 21247
- ديسمبر 1943: 20129
- يونيو 1944: 19355
- ديسمبر 1944: 15000

## الحواشي
1. ↑  Official designation in German language as to „Bundesarchiv-Militärarchiv“ in فرايبورغ, stores of the فيرماخت and فافن إس إس.
2. ↑  Baxter p.5
3. ↑  Baxter p.7
4. ↑  Baxter p.9
5. ↑  The hidden past of Swiss Nazi-era volunteers. إذاعة سويسرا العالمية. Published 7 January 2009. Retrieved 17 February 2019. نسخة محفوظة 20 سبتمبر 2019 على موقع واي باك مشين.
6. ↑  Baxter p.4